# Dougga
Dougga (eller Thugga) er en gammel romersk ruinby i det nordlige Tunesien.
Byen blev oprindelig bygget og befæstet af berberne (navnet Thugga betyder græslette). Senere blev den hovedstad for den numidiske kong Masinissa i 2. århundrede f.Kr.; Romerne okkuperede byen i slutningen af dette århundrede. Under romerne og senere byzantinerne havde byen en guldalder, med indtil 30.000 indbyggere.
Byen mistede sin betydning under det påfølgende islamiske herredømme, men regnes fortsat som den bedst bevarede romerske byruin i Nordafrika – og blev af den grund opført på UNESCOs verdensarvliste i 1997.
Et godt bevaret amfiteater fra ca. år 168 er i så god stand, at det fremdeles er i brug som koncertscene under årlige sommerfestivaler.

## Eksterne kilder og henvisninger
- Wikimedia Commons har flere filer relateret til Dougga
- Thugga Arkiveret 6. september 2007 hos  Wayback Machine University of Freiburg (German)
- Dougga: Roman Ruins Arkiveret 30. januar 2006 hos  Wayback Machine Lexicorient
- Dougga Site Arkiveret 24. december 2018 hos  Wayback Machine UNESCO World Heritage
- Dougga information Arkiveret 28. september 2007 hos  Wayback Machine Dougga information